# Джим и Энди: Другой мир
Джим и Энди: Другой мир (англ. Jim & Andy: The Great Beyond – Featuring a Very Special, Contractually Obligated Mention of Tony Clifton) — документальный фильм выпущенный в 2017 году.

## Сюжет
«Джим и Энди: Другой мир» посвящен уникальному случаю в голливудском кинопроизводстве: во время съемок «Человека на Луне» Джим Керри так сильно вжился в роль комика Энди Кауфмана, что отказывался выходить из образа во время перерывов и даже начал в стиле комика издеваться над коллегами.

## Оценки
Фильм получил 77 баллов, согласно сайту агрегации отзывов Metacritic.